# Інгенболь
Інгенболь (нім. Ingenbohl) — громада  в Швейцарії в кантоні Швіц, округ Швіц.

## Географія
Громада розташована на відстані близько 90 км на схід від Берна, 5 км на південний захід від Швіца.
Інгенболь має площу 13,4 км², з яких на 18% дозволяється будівництво (житлове та будівництво доріг), 28,5% використовуються в сільськогосподарських цілях, 49,1% зайнято лісами, 4,3% не є продуктивними (річки, льодовики або гори).

## Демографія
2019 року в громаді мешкало 8952 особи (+6,4% порівняно з 2010 роком), іноземців було 19,7%. Густота населення становила 668 осіб/км².
За віковим діапазоном населення розподілялося таким чином: 17,7% — особи молодші 20 років, 58,6% — особи у віці 20—64 років, 23,7% — особи у віці 65 років та старші. Було 3939 помешкань (у середньому 2,2 особи в помешканні).
Із загальної кількості 3427 працюючих 73 було зайнятих в первинному секторі, 550 — в обробній промисловості, 2804 — в галузі послуг.